# Conférence de l'Union africaine
La Conférence de l'Union africaine, est l'organe suprême de l'Union africaine (UA). Elle est composée des chefs d'État et de gouvernement des États membres, ou de leurs représentants accrédités.

## Fonctionnement
L'organe se réunit au moins deux fois par an en session ordinaire au siège de l'Union africaine à Addis-Abeba, en Éthiopie, sous l'auspice du Président de l'Union africaine élu chaque année par la Conférence. Celle-ci peut être également invitée à se réunir dans un État hôte en vertu d'un certain nombre de critères fixés dans le règlement intérieur de la Conférence. Dès lors, le Chef d'État ou de gouvernement de ce pays la présidera pendant une année.
La Conférence peut également se réunir en session extraordinaire lorsqu'un État membre en fait la demande. Il faut cependant que les deux-tiers des États membres donnent leur approbation pour que celle-ci ait lieu.
Le quorum nécessaire à la validité des délibérations de toute session est constitué des deux tiers des États membres. Les décisions se prennent à la majorité des deux tiers, mais la pratique veut que l'on recherche d'abord le consensus. Toutefois, les décisions de procédure, y compris pour déterminer si une question est de procédure ou non, sont prises à la majorité simple.

## Pouvoirs
La Conférence est le principal organe décisionnel de l'UA; ses pouvoirs sont considérables au sein de l'organisation. Elle précise notamment l'orientation générale des politiques que devra mener l'Union africaine, et autorise celle-ci à intervenir dans un État membre en cas de crise grave (crimes de guerre, crimes contre l'humanité ou génocide).
Le rôle exact de la Conférence est précisé dans l'article 9 de l'acte constitutif de l'Union africaine, qui lui donne notamment pour mission:
- De définir les politiques communes de l'Union ;
- Recevoir, examiner et prendre des décisions sur les rapports et les recommandations des autres organes de l'Union et prendre des décisions à ce sujet ;
- D'examiner les demandes d'adhésion à l'Union ;
- De créer tout organe de l'Union ;
- D'adopter le budget de l'Union ;
- De nommer et révoquer les juges de la Cour de justice ;
- De nommer le Président, le ou les vice-présidents et les Commissaires de la Commission exécutive, et de déterminer leurs fonctions et leurs mandats.

La Conférence peut déléguer certains de ses pouvoirs et attributions à l'un ou l'autre des organes de l'Union.
La Conférence de l'union africaine, est un des nombreux organes de l'organisation. Il y a aussi le Conseil exécutif, la Commission, le Parlement panafricain, la Cour de justice, le Comité des représentants permanents, les Comités techniques spécialisés, le Conseil économique, social et culturel, les institutions financières.